# Artediellichthys nigripinnis
Artediellichthys nigripinnis är en fiskart som först beskrevs av Schmidt, 1937.  Artediellichthys nigripinnis ingår i släktet Artediellichthys och familjen simpor. IUCN kategoriserar arten globalt som livskraftig. Inga underarter finns listade i Catalogue of Life.